# Излучина

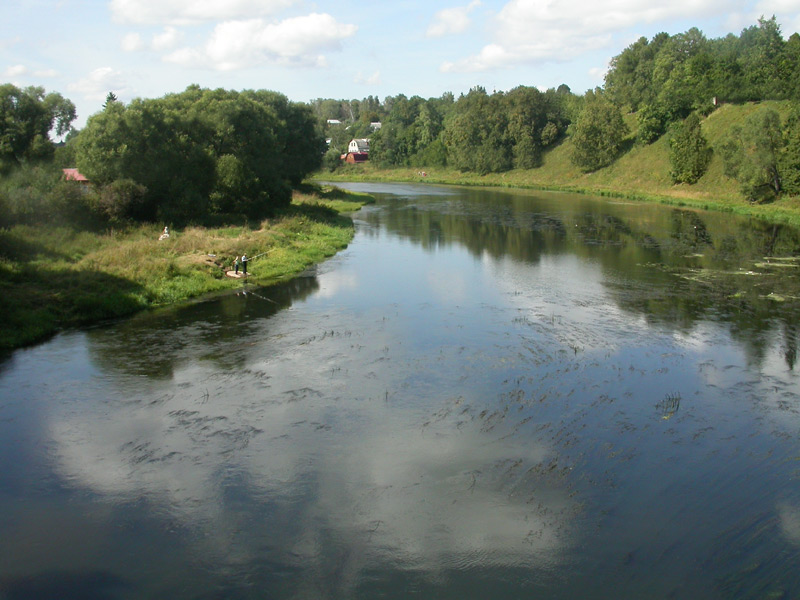
Излучина реки Руза.

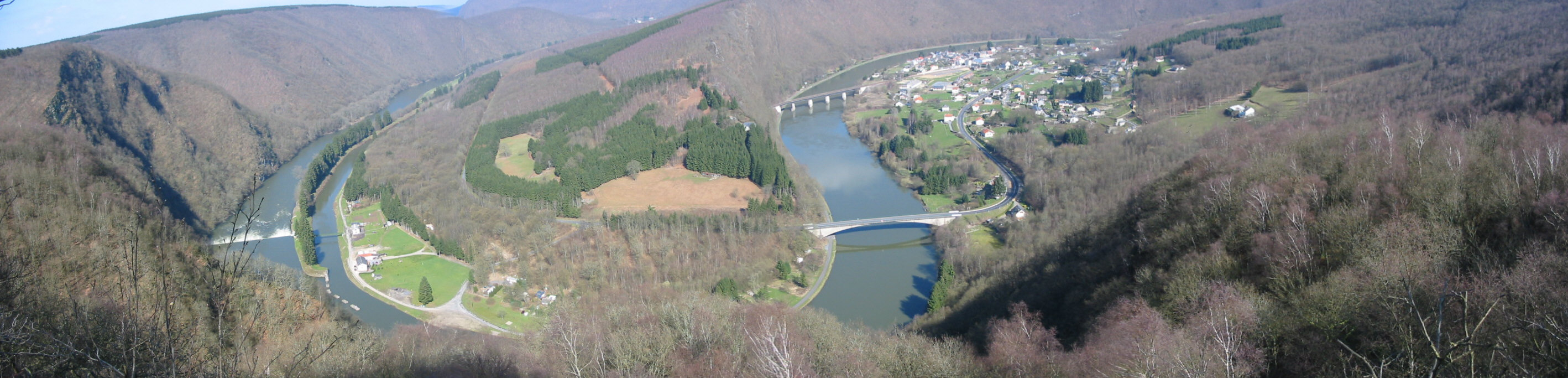
Вынужденный поворот реки Маас.

Лука́ или Излу́чина — это крутой поворот или изгиб русла реки или другого водотока, представляющий собой участок между двумя смежными точками перегиба его осевой линии.
Термины излучина и меандр нередко используются как синонимы, однако их отождествление не всегда корректно. Излучины могут формироваться в результате различных природных процессов, включая меандрирование, а также геологические и геоморфологические факторы.
В случае меандрирования излучины возникают в результате естественного планового развития русла реки, и в этом контексте понятия излучина и меандр практически совпадают. Однако если изгиб русла обусловлен, например, обходом препятствия или характерен для врезанных и адаптированных рек, то такие формы считаются излучинами, но не меандрами.